# William M. Bass

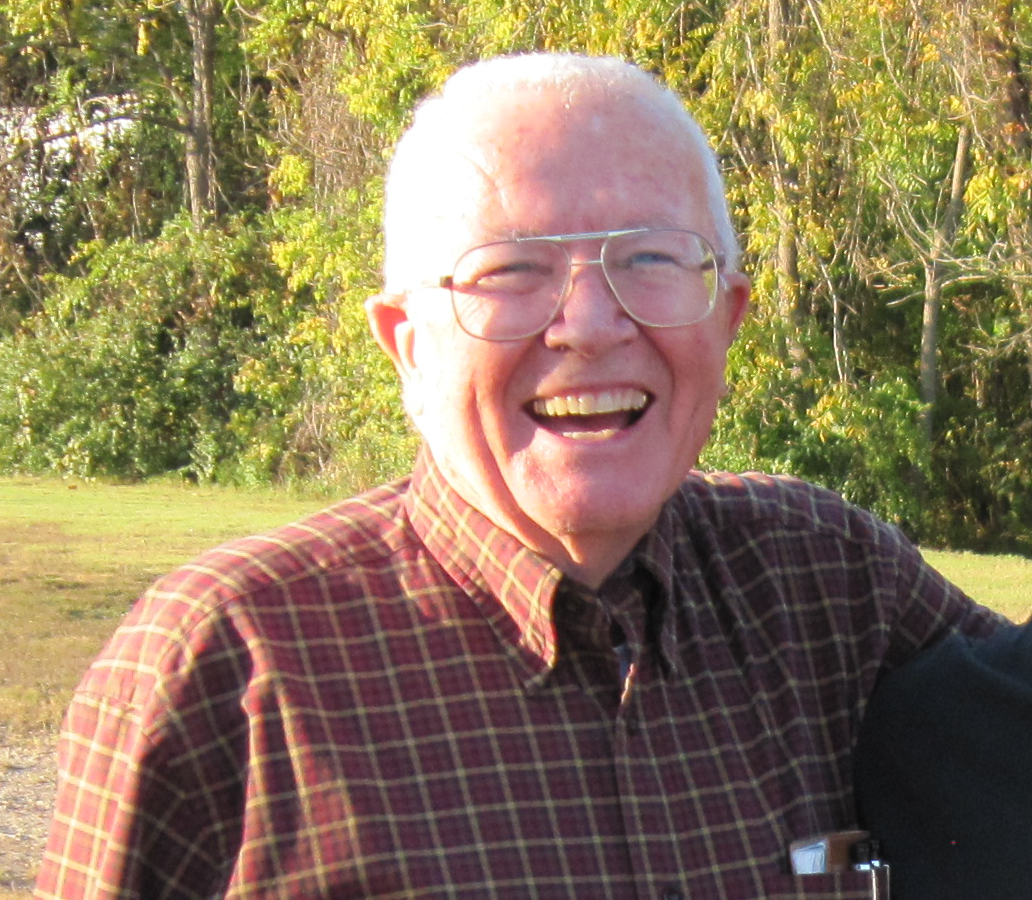
William M. Bass, 2011

William Marvin Bass III (* 30. August 1928 in Staunton (Virginia)) ist ein US-amerikanischer forensischer Anthropologe.

## Lebenslauf
Bass wurde in Staunton (Virginia) geboren. Er begann seine Ausbildung an der University of Virginia und machte dort 1951 den B.A. in Psychologie. Von 1951 bis 1953 diente Bass in der U.S. Army. Daran anschließend setzte er sein Studium an der University of Kentucky fort und erlangte dort den Master in Anthropologie. Er wechselte an die University of Pennsylvania und promovierte dort 1961 zum Ph.D., ebenfalls in Anthropologie. Einer seiner Lehrer dort war Wilton Krogman. Zusammen mit ihm und einem Team des Smithsonian Institut unternahm er archäologische Ausgrabungen von Knochenresten der Native Americans in den Great Plains. Diese bildeten die Basis für seine Dissertation. Von 1960 bis 1971 lehrte Bass an der University of Kansas. 1971 folgte er einem Ruf an das Department of Anthropology der University of Tennessee. Von 1992 bis 1994 war Bass dort Direktor des Forensic Anthropology Center, er emeritierte 1995.
Bass hatte ursprünglich nicht vor, forensischer Anthropologe zu werden, sondern Psychologe. Dabei belegte er, eigenen Aussagen nach „just for fun“, auch einen Kurs in Anthropologie. Im Frühjahr 1955 lud ihn der Kursleiter, Dr. Charles Snow, zur Teilnahme an einer Leichenidentifizierung ein. Es handelte sich um eine Frau, die bei einem Verkehrsunfall getötet und verbrannt worden war. Für Bass war diese mit fünf Dollar entlohnte Tätigkeit so interessant, dass er sein Studienfach wechselte. Bass sagte in einem Interview zu diesem Ereignis:

„It was like a light bulb went on above my head. That was the 'aha' - that was the moment when I knew what I wanted to do for the rest of my life. I went home, talked to my wife, and changed my major to anthropology. It was the best move I ever made.“

Über den untersuchten Fall schreibt er:

„It was fascinating to see the way burned and broken bones could identify a victim, solve a long-standing mystery and close a case.“

Untrennbar mit dem Namen Bass verbunden ist der Begriff „Body Farm“, ein von ihm 1971 an der University of Tennessee angelegtes Freiluft-Versuchsgelände mit dem offiziellen Namen Anthropological Research Facility.
Bass war neben seiner Lehrtätigkeit auch Berater des FBI und half bei der Auflösung zahlreicher Kriminalfälle mit. Ein besonders spektakulärer Fall war der Tri-State Crematory Scandal im Jahr 2002: Mehr als 300 Leichen wurden nicht kremiert, sondern in Gruben und Gewölben verscharrt, den Angehörigen wurden Urnen mit der Asche von verbranntem Holz übergeben. Diese, meist bereits stark verwesten, Leichen konnten von einem Team unter der Leitung von Bass alle identifiziert und ordentlich bestattet werden.
Insgesamt half Bass bei der Auflösung von rund 600 Kriminalfällen mit, veröffentlichte über 200 Artikel in Fachzeitschriften und ist Autor bzw. Ko-Autor von drei Büchern.

## Auszeichnungen
- American Academy of Forensic Sciences Physical Anthropology Award, 1985
- National Professor of the Year, 1984–1985
- American Academy of Forensic Sciences Distinguished Fellow, 1994
- UT Chancellor’s Citation for Service to the University, 1994
- University of Kentucky Distinguished Alumni Award, 1994

## Veröffentlichungen (Auszug)

### Bücher
- Human osteology : a laboratory and field manual
- Death’s Acre: Inside the Legendary Forensic Lab the Body Farm Where the Dead Do Tell Tales, zusammen mit Jon Jefferson (alias Jefferson Bass), ISBN 0-425-19832-4

Deutsche Ausgabe: Der Knochenleser. Der Gründer der legendären Body Farm erzählt, ISBN 3-442-15394-8
- Forensic Osteology: Advances in the Identification of Human Remains, zusammen mit Kathleen J. Reichs, ISBN 0-398-06804-6

### Artikel
W.M. Bass u. a.: Recognition of cemetery remains in the forensic setting. In: J. Forensic Sci., 1991, 36(1). S.: 230–237
W.M. Bass: Outdoor composition rates in Tennessee. In Forensic Taphonomy: The Postmortem Fate of Human Remains, CRC Press, New York